# Садыков, Абдыкадыр Садыкович
Абдыкадыр Садыкович Садыков (кирг. Абдыкадыр Садыков; 25 октября 1933, с. Кара-Суу, Ат-Башинский район, Нарынская область, Киргизская АССР, РСФСР — 18 июля 2020, Бишкек, Кыргызстан) — советский и киргизский литературовед, профессор кафедры «Манасоведения и всемирной литературы» Кыргызского национального университета им. Ж.Баласагына, член-корреспондент АН Киргизской ССР/НАН Кыргызстана.

## Биография
В 1953 г. с отличием окончил филологический Киргизского государственного университета. Работал преподавателем в Ошском педагогическом институте, в Киргизском женском педагогическом институте им. В. Маяковского.
С 1960 г. — в Институте языка и литературы Академии наук Киргизской ССР:
- 1960—1962 гг. — младший научный сотрудник,
- 1962—1966 гг. — старший научный сотрудник,
- 1966—1974 гг. — заведующий сектором,
- 1974—1980 гг. — заместитель директора по научной работе,
- 1980—1988 гг. — директор.

Доктор филологических наук (1972), профессор (1983), член-корреспондент Академии наук Киргизской ССР (1979). Член Союза писателей СССР (1980).
С 1988 г. являлся заведующим, профессором кафедры «Манасоведения и всемирной литературы» Киргизского национального университета им. Ж.Баласагына. Являлся основоположником научной школы в области киргизского литературоведения. Под его научным руководством было подготовлено 37 кандидатов и 6 докторов.
Автор более 400 научных работ, около 100 из которых вышли в виде монографий. Его первая монография «Традиции и новации в творчестве А. Осмонова» была опубликована в 1962 г. Среди наиболее значимых: десятитомник «Национальная и интернациональная литература» (1970) и «Выдающиеся киргизские личности» (2012—2013), которые были переведены на более чем 10 языков мира. Являлся одним из основных авторов и членом редколлегии большого коллективного труда «История киргизской литературы», изданного на русском языке в Москве (1970). Был главным редактором и одним из авторов двухтомника «История киргизской советской литературы» (1987, 1990). Принимал активное участие в издании эпоса «Манас» и был членом редколлегии четырёхтомника «Эпос народов СССР» (на киргизском и русском языках), заместителем главного редактора пятитомника «Манас» по мотивам Саякбая Каралаева.
Его имя носит школа в Нарыне.

## Избранные научные труды
- «Традиция и новаторство в поэзии Аликула Осмонова». — Ф .: АН Киргизской ССР, 1962. — 131 с.
- «Проявление идей дружбы народов и пролетарского интернационализма в киргизской советской литературе». — Ф .: АН Киргизской ССР, 1963. — 79 с.
- «Национальные и международные проблемы в киргизской советской литературе». — Ф .: Илим, 1969. — 259 с.
- «История киргизской советской литературы». — М .: Наука, 1970 (в соавторстве).
- «Национальная и международная в киргизской советской литературе». — Ф .: Илим, 1970. — 195 с.
- «Проблемы и размышления: сборник литературно-критических очерков». — Ф .: Киргизия, 1973. — 178 с.
- «Дружба людей — дружба литературы: литературно — критические статьи». — Ф .: Школа, 1977. — 122 с.
- «В области литературной критики». — Ф .: Илим, 1979. — 168 с.
- «На пути к зрелости: литературно-критические очерки». — Ф .: Киргизия, 1980. — 179 с.
- «В одной семье: отзывы, исследования». — Ф .: Киргизия, — 236 с.
- «Единый по духу и цели: Статьи». — Ф .: Школа, 1982. — 128 с. Во внутреннем, дымном.
- «Шаг за шагом: литературно-критические статьи». — Ф .: Киргизия, 1987. — 200 с.
- «История кыргызской советской литературы»: «Послевоенная кыргызская проза и поэзия», «Современная кыргызская поэзия и проза». Том 1 — Ф .: Илим, 1988.
- «Кыргызская литература»: учебник для элективных классов старшеклассников. — Ф .: Школа, 1990. — 222 с.
- «История кыргызской советской литературы»: «Туголбай Сыдыкбеков», «Суюнбай Ералиев». Том 2 — Ф .: Илим, 1990, — 64 с.
- «Зарождение и развитие науки Айтматова в Кыргызстане: научный очерк». — Б., 1992. — 38 с.
- «Источники и инновации». — Б., 1993. — 107 с.
- «Карта Байджиева: Творческий портрет». — Б., 1996. — 128 с.
- «Токтоболот Абдумомунов. Творческая мастерская». — Б .: Высота, 2002. — 165 с.
- «Чингиз Айтматов — переводчик». — Б .: Турар, 2003. — 55 с.
- «Алыкул Осмонов. Творческая мастерская». — Б .: Турар, 2004. — 116 с.
- «Мухтар Ауэзов и великие кыргызские писатели». — Б., 2005. — 95 с.
- «Суюнбай Ералиев. Секрет творческой мастерской». — Б., 2006. — 105 с.
- «Журналистика Чингиза Айтматова: источники и представители мировой литературы». — Б., 2007. — 112 с.
- «Киргизская романтическая поэзия. Джоомарт Боконбаев». — Б., 2008. — 120 с.

## Награды и звания
- медали «Данк» (2008)[1].

Лауреат Государственной премии в области науки и техники (2004), заслуженный деятель науки Кыргызской Республики (1993). Почетный академик Международной общественной академии Чингиза Айтматова. Награждён Почётной грамотой Киргизской Республики (2001) и Дипломом Президента Кыргызской Республики (2003).
Почетный гражданин города Бишкек.